# گوشه‌گیر سینه‌حنایی
گوشه‌گیر سینه‌حنایی (نام علمی: Glaucis hirsutus) نام یک گونه از زیرخانواده مرغ گوشه‌گیر است.